# ТЦ Дејан Милојевић
Тренинг центар „Дејан Милојевић” (ТЦ „Дејан Милојевић”) спортски је центар који се налази у београдској општини Вождовац.
До 2017. године носио је назив Спортски центар „Спорт еко”, када је променио назив у Хала „Мега Фактори” (енгл. Mega Factory). Тај назив је носио све до 2024. године када добија данашњи назив — Тренинг центар „Дејан Милојевић”.

## Опште информације
Спортски центар почео је са радом 1. октобра 2002. године, а налази се на адреси у Улици Браће Јерковић 119а на Вождовцу. Комплекс спортског центра Спорт еко обухвата затворену дворану за кошаркашке, одбојкашке, рукометне утакмице, мали фудбал и друге спортове. У оквиру комплекса налазе се два отворена терена за тенис, теретана, кафић, канцеларије и друге просторије за потребе такмичења.
Хала се простире на површини од 1.200 м2 укупне дужине 45 м, ширине 27, а висине од 8 до 11 м. Капацитет гледалаца је 1.700 места на трибинама и 150 места у ВИП ложи. У оквиру центра постоји паркинг капацитета 35 места, а цео простор је климатизован.
Центар има сарадњу са Одбојкашким савезом Србије, Одбојкашким савезом Београда, Кошаркашким Савезом Србије, Рукометним Савезом Србије, Карате савезом Србије, Карате савезом Београда и многим другим клубовима. У оквиру овог спортског центра тренирали су клубови као што су ЖОК Поштар, КК Партизан, КК Црвена звезда, КК Мега баскет, КК Суперфунд, ОК Волеј стар, КК Волеј стар и други.